# فوربوستنبوت

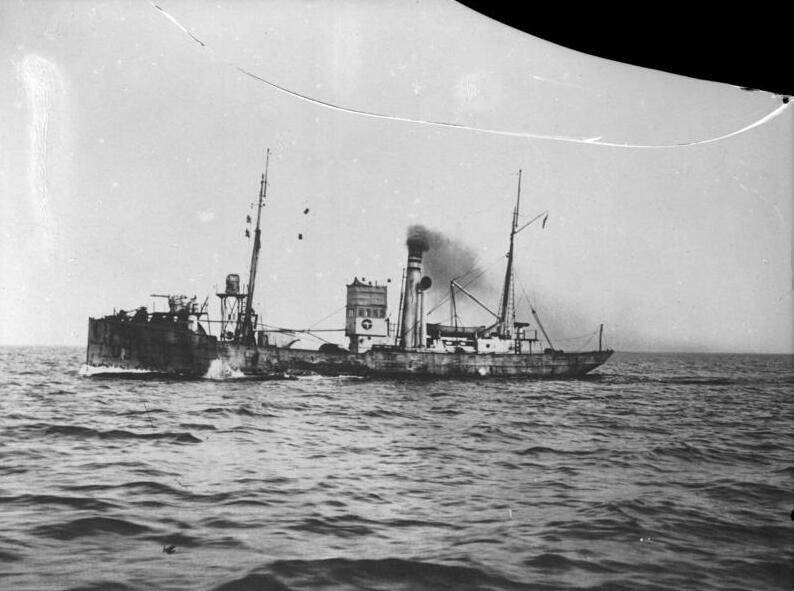
الحرب العالمية الأولى: Vorpostenboot Nürnberg 1914

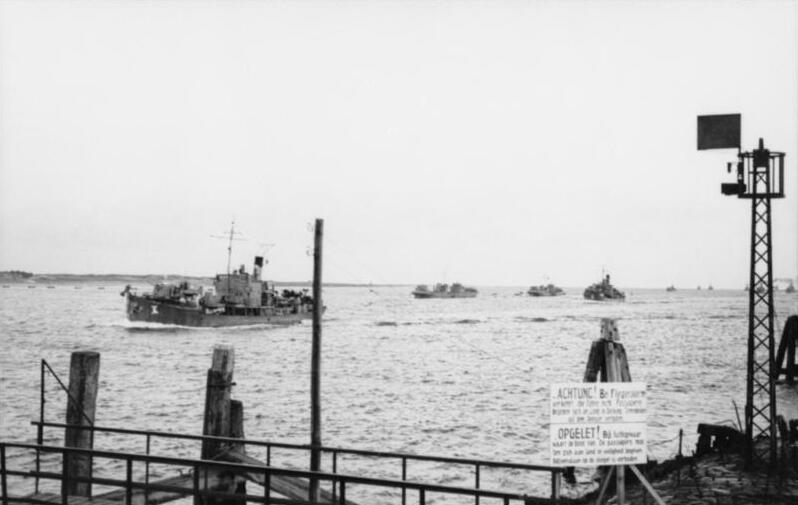
أسطول VP-Boat يغادر ميناء هولنديًا خلال الحرب العالمية الثانية

Vorpostenboot (الجمع Vorpostenboote )، والتي يشار إليها أيضًا باسم VP-Boats ، سفن القوارب أو البواخر الأمامية ،  كانت قوارب الدورية الألمانية التي خدمت خلال الحربين العالميتين. لقد تم استخدامها حول المناطق الساحلية والعمليات الساحلية، وتم تكليفهم - من بين أشياء أخرى - بالدوريات الساحلية ومرافقة السفن والقتال البحري.
لم تكن السفن الحربية متوفرة بأعداد كافية في البحرية الإمبراطورية وكريسمارينه للسيطرة على السواحل الطويلة للأراضي الخاضعة للحكم الألماني. لهذا السبب، تم تعديل العديد من أنواع مختلفة من المركبات المائية أصغر للاستخدام في القتال. وكانت معظم Vorpostenboote سفن الصيد قبل الحرب أو اليخوت أو قوارب الميناء. هذه الأوعية مثالية لأنها كانت وفيرة وذات تصميم بسيط وقوي ومفيد في المياه القاسية. وكانوا يعادل الألمانية لسفن سفن البحرية الملكية. كان هناك عدة مئات من Vorpostenboote نشطة خلال كل الحرب العالمية.
عادةً ما كان يحمل Vorpostenboote سلاحًا واحدًا أو مدفعين من العيار المتوسط (على سبيل المثال 88 مم)، العديد من قطع المدفعية الخفيفة التلقائية المضادة لطائرات (20-40 مم)، وعدد متفاوت من المدافع الرشاشة. بالنسبة للحرب المضادة للغواصات، تم تزويدهم أيضًا بقذائف أعماق. تكون طاقمها من 60-70 رجل، ، أصبحت Vorpostenboote تخشى بشكل خاص من قبل البحرية الملكية لقوة نيرانها وكفاءتها في المعركة. حين تمكنت Vorpostenboote من إشراك القوات البحرية الخفيفة وهزيمتها - مثل قوارب الرشاشات الصغيرة - فإنها لم تكن قوية بما فيه الكفاية لمحاربة المدمرات أو السفن الحربية الكبيرة.
خلال الحرب الباردة، خططت البحرية الألمانية لاستخدام Vorpostenboote كجزء من استراتيجيتها في زمن الحرب، في سربي 122 و124 في البحرية.